# دیگو بارادو
دیگو بارادو (انگلیسی: Diego Barrado؛ زادهٔ ۲۷ فوریهٔ ۱۹۸۱) بازیکن فوتبال اهل آرژانتین است.
از باشگاه‌هایی که در آن بازی کرده‌است می‌توان به باشگاه فوتبال گودوی کروز، باشگاه فوتبال ریور پلاته، و باشگاه فوتبال راسینگ کلوب آویاندا اشاره کرد.